# État comorien
1975–1978
Entités précédentes :
- Territoire des Comores

Entités suivantes :
- République fédérale islamique des Comores

L'État comorien est le nom du premier régime politique des Comores indépendantes formé par trois des quatre îles principales composant l'archipel des Comores : Grande Comore, Mohéli et Anjouan (seule Mayotte est restée rattachée à la France), dont l'indépendance fut proclamée unilatéralement le 6 juillet 1975 par Ahmed Abdallah. La période est créditée de 6 ou 7 coups d'État, suivant les auteurs, et Ali Soilih est l'homme ayant le plus d'influence.

## Chronologie
- 22 décembre 1974 : la Consultation du 22 décembre 1974 donne la victoire aux indépendantistes et comme prévu par les Accords du 15 juin 1973 : le chef du gouvernement du territoire devient le chef de l'état, le conseil général du territoire devient une assemblée constituante, etc.
- 6 juillet 1975 : déclaration d'indépendance unilatérale par Ahmed Abdallah ; les opposants à Abdallah dénoncent son attitude despotique[1]. Les partisans d'Umma-Mranda dont Ali Soilih émettent aussi des critiques envers cette prise d'indépendance, Said Ibrahim « ne décolère pas »[1].
- 17 juillet 1975 : Abdallah demande aux troupes françaises de quitter le territoire, l’évacuation est effective le 22[1]
- 17 juillet 1975 : Abdallah forme son gouvernement[1].
- 3 aout 1975 : prise de pouvoir par le tandem Saïd Mohamed Jaffar-Ali Soilih à la suite d'un coup d'État
- 17 octobre 1975 : Résolution 376 du Conseil de sécurité des Nations unies
- 12 novembre 1975 : admission des Comores à l'ONU, discours de Saïd Mohamed Jaffar
- 21 novembre 1975 : galvanisé par son succès à l'ONU, Ali Soilih organise une « marche rose » à Mayotte, mais seule la gendarmerie parvient à empêcher que les Mahorais bastonnent les manifestants, les « marcheurs » n'ont d'autre solution que la fuite à Moroni.
- 31 décembre 1975 : la France reconnait l'indépendance des trois îles
- 2 et 3 janvier 1976 : prise de pouvoir d'Ali Soilih
- 10 janvier 1976 : cyclone Clotilde
- 3 avril 1976 : accusation de coup d'état, Ahmed Abdallah soupçonné
- 14 octobre 1976 : accusation de coup d'état, Ahmed Abdallah soupçonné
- 19 octobre 1976 : succès diplomatique à l'ONU, résolution demandant à la France de quitter Mayotte, malgré les deux référendums de février et d'avril 1975 confirmant la volonté des Mahorais de rester français.
- 20 décembre 1976 : massacre des Comoriens de Madagascar, retours des « Sabena »
- 23 avril 1977 : première constitution
- 4 juin 1977 : tentative de coup d'état
- 28 octobre 1977 : Ali Soilih remporte de justesse les élections (55 %)
- 14 janvier 1978 : tentative de coup d'état
- 17 mars 1978 : massacre d'Iconi perpétré par les mapindruzi, les gardes révolutionnaires
- 12 et 13 mai 1978 : coup d'état réussi de Bob Denard
- 13 mai 1978 : création du directoire politico-militaire de Ahmed Mohamed et de Ahmed Abdallah
- 28 mai 1978 : assassinat d'Ali Soilih
- 5 octobre 1978 : constitution de la République fédérale islamique des Comores

## La prise d'indépendance
Said Mohamed Cheikh et le prince Said Ibrahim, le principal opposant de ce dernier, luttent pour obtenir davantage d'autonomie au fil des années. Les leaders grand comoriens et anjouanais plus jeunes, en revanche, sont plus revendicatifs. Cheikh meurt en 1970, Ahmed Abdallah obtient le leadership du parti Vert. Said Ibrahim devient président du conseil en avril 1970, mais Abdallah arrive à le mettre en difficulté début 1972. Said Ibrahim obtient la dissolution de l'assemblée territoriale en juin 1972, mais la nouvelle assemblée de décembre 1972 est majoritairement favorable aux thèses d'Abdallah. Celui-ci prône un accompagnement rapide de la France vers l'indépendance.
D'un commun accord en 1973, dans un objectif d'indépendance concerté, un referendum est prévu. Les leaders politiques de Grande Comore et d'Anjouan optent tous pour l'indépendance, les leaders mahorais optent tous pour le maintien au sein de la république française. Certaines femmes mahoraises, les chatouilleuses s'organisent et empêchent les leaders indépendantistes de mener campagne à Mayotte. Les leaders mahorais n'ont aucune audience ailleurs qu'à Mayotte. Peu de temps après sa prise de pouvoir fin 1973, les opposants à Abdallah dénoncent déjà son attitude despotique.
La France organise la consultation du 22 décembre 1974.
Devant la volonté de la France de traiter Mayotte d'une façon particulière, l’Anjouanais Ahmed Abdallah, président du gouvernement, proclame unilatéralement l'indépendance de l'archipel le 6 juillet 1975. Les membres mahorais de l'assemblée territoriale font savoir qu'ils ne veulent pas siéger à l'assemblée des Comores. Le 17, Abdallah demande l'évacuation des forces militaires françaises, qui s'exécutent. Le gouvernement français prend acte de cette décision en faisant adopter la loi du 31 décembre 1975 relative aux conséquences de l'autodétermination des îles des Comores, qui stipule que les îles de la Grande-Comore, Anjouan et Mohéli cessent de faire partie de la République française, tout en prévoyant l'organisation d'un nouveau référendum à Mayotte.
Alors que tous les leaders anjouanais et grands comoriens dont Ali Soilih émettent aussi des critiques vis-à-vis de cette prise d'indépendance, Said Ibrahim « ne décolère pas », considérant que l’attitude d'Abdallah ne pouvait que rendre la relation avec la France difficile. Il considérait également que Abdallah ne respectait pas les termes de la consultation qui proposait une indépendance accompagnée et que dès lors il trompait la population.
Quelques semaines après l'indépendance, le 3 août 1975, un coup d'état est organisé par Ali Soilih qui renverse le président Ahmed Abdallah. Le nouveau gouvernement recrute par l’intermédiaire d'Yves Lebret, directeur de la compagnie Air Comores, le mercenaire Bob Denard pour consolider le coup d'État et arrêter le président Ahmed Abdallah. Celui ci sera délogé de l'île d'Anjouan par une centaine de mapinduzi (militaires militants) encadrés par une poignée de mercenaires le 21 septembre 1975,.Libéré au début de l'année 1976, il en profite pour s'exiler en France. En février 1976, Mayotte vote à nouveau pour le maintien dans la république française. Les trois îles sont sous la responsabilité d'Ali Soilih, un révolutionnaire qui instaure un régime socialiste et indépendantiste. Les relations entre la jeune république et l'ancienne puissance coloniale se tendent rapidement.

## La révolution comorienne
Le gouvernement d'Ali Soilih met en place des comités politiques, à l’instar des soviets. Inspirée par la révolution culturelle, il invite les jeunes lycéens à s'opposer au système établi par exemple les institutions de la vie traditionnelle comme le grand mariage, les funérailles, le port du voile, le port de signes de distinction religieux ou ethnique... Ces jeunes s'efforcent d'humilier les notables et marchands qui ne soutiennent pas les actions du régime devenu autoritaire et organisent des campagnes militaires contre les mosquées, supposés lieux de résistance au régime. Des autodafés, de livres et d'archives, sont pratiqués pour galvaniser la jeunesse et marquer le renouveau du système éducatif.
Les administrations sont remaniés, les fonctionnaires sont licenciés et remplacés. Une armée populaire bénévole est créée. Six entreprises d'État sont créées et se partagent toute l'activité sur les îles. Une agriculture innovante est prônée, les cultures traditionnelles sont abandonnées. Des centres administratifs sont créés dans chaque village, construits par des opposants subissant un travail forcé.
Rapidement, la situation économique se détériore. Les compétences pour une agriculture moderne manquent, les ressources financières issues des plantations de rentes traditionnelles ne sont plus là. Les subventions ou les coopérants n'arrivent pas. Les fonctionnaires ne reçoivent plus leurs salaires. La population la plus pauvre commence à souffrir de la faim, et des mouvements de révolte apparaissent. La répression est dure, entrainant la banalisation des brutalités. À partir de fin 1977, les combats de la nouvelle armée gouvernementale et les premiers foyers d'insurrection provoquent des morts. Plus aucune aide ne parvient au pays.
Un coup d'État orchestré en mai 1978 sous l'égide de l'Afrique du Sud avec des mercenaires d'origine française met à bas le régime, instaure un État policier qui permet le retour des anciens politiques exilés ainsi que la mainmise entre des mains mercenaires du pouvoir économique, préalablement structuré par l'ancien régime désormais officiellement honni[réf. nécessaire].